# 1394년

## 연호
- 명(明) 홍무(洪武) 27년
- 일본(日本) 메이토쿠(明徳) 5년 / 오에이(応永) 원년
- 쩐 왕조(陳朝) 꽝타이(光泰) 7년

## 기년
- 명(明) 태조 홍무제(太祖 洪武帝) 27년
- 조선(朝鮮) 태조(太祖) 3년
- 쩐 왕조(陳朝) 순종(順宗) 7년

## 사건
- 음력 3월 17일, 수군 첨절제사(水軍僉節制使) 김빈길(金贇吉)과 만호(萬戶) 김윤검(金允劍)·김문발(金文發) 등이 왜적의 배 3척을 잡아서 다 죽였다는 보고가 조정에 올라왔다.[1]
- 음력 8월 15일, 왜구가 충청도 안성에 침입하였는데, 수군 만호 장용검(張龍劍)이 왜선 9척을 노획하였다.[2]
- 11월 18일(음력 10월 25일) - 조선의 도읍을 한양으로 천도하다.[3]
- 정도전이 《조선경국전》을 편찬하다.

## 탄생
- 3월 4일 - 포르투갈의 엔히크(엔리케) 왕자
- 월일 미상 - 조선의 남우량(南佑良)·양녕대군(讓寧大君)·이전지(李全之)

## 사망
- 음력 4월 17일 - 고려의 마지막 국왕 공양왕(恭讓王)
- 고려(高麗)의 왕비(王妃) 순비 노씨(順妃 盧氏)
- 고려(高麗)의 왕세자(王世子) 정성군(定城君)
- 음력 1월 18일 - 고려의 밀직제학(密直提學) 권주(權鑄)
- 음력 3월 24일 - 조선의 판문하부사(判門下府事) 안종원(安宗源)
- 음력 5월 17일 - 조선의 경기우도수군절제사(京畿右道水軍節制使) 최칠석(崔七夕)
- 음력 6월 21일 - 조선의 지중추원사(知中樞院事) 황보림(皇甫琳)
- 음력 6월 25일 - 조선의 삼사우복야(三司右僕射) 윤사덕(尹師德)
- 음력 7월 3일 - 고려의 지밀직사사(知密直司事) 안숙로(安叔老)
- 음력 8월 3일 - 조선의 지중추원사 황희석(黃希碩)
- 음력 12월 16일 - 조선의 검교시중(檢校侍中) 이숭(李崇)

## 참고 문헌
- 춘추관 관원들 (1413). 《태조실록》.